# Orthetrum saegeri
Orthetrum saegeri là một loài chuồn chuồn ngô thuộc họ Libellulidae. Loài này có ở Cameroon, Cộng hòa Trung Phi, Cộng hòa Congo, Cộng hòa Dân chủ Congo, Gambia, Togo, Uganda, và Zambia. Các môi trường sống tự nhiên của chúng là các khu rừng ẩm ướt đất thấp nhiệt đới hoặc cận nhiệt đới và đầm lầy nhiệt đới hoặc cận nhiệt đới.